# Iord
A la mitologia nòrdica, Iord (en islandès "terra", que es pronuncia /jœrð / i en nòrdic antic jǫrð, pronunciat jɔrð, de vegades en anglès com Jord o Jorth, també anomenada Iard, jɑrð com a l'Antic nòrdic de l'Est) és una ètuna, mare de Tor i la personificació de la Terra. Fjörgyn i Hlóðyn es consideren altres noms per a Iord. Iord és una deessa, com altres jötnar que viuen amb els déus. El nom de Iord apareix a la poesia escàldica tant com a terme poètic de la terra i en kennings de Tor.

## Etimologia
Jǫrð és la paraula comuna per terra en nòrdic antic, igual que els descendents de la paraula en els idiomes escandinaus moderns, a l'islandès Jörd, feroès Jord, i al danès, suec i noruec Jord. És afí a l'anglès earth («terra») a través de l'anglès antic eorðe.

## Els documents

### Gylfaginning
Al Gylfaginning, la primera part de la Edda prosaica, Iord es descriu com una de les concubines d'Odin i la mare de Tor. Ella és "comptada entre les ásynjar (deesses)» i és la filla d'Annar i Nótt i la germana mitjana d'Auðr i Dagr.
No obstant això, l'erudit Haukur Torgeirsson assenyala que els quatre manuscrits de Gylfaginning varien en les seves descripcions de les relacions familiars entre Nótt, Iord, Dagr i Delling. En altres paraules, segons el manuscrit, sigui Iord o Nótt és la mare de Dagr i sòcia de Delling. Detalla Haukur que "el manuscrit més antic, O, ofereix una versió de Jǫrð on és l'esposa de Delling i la mare de Dagr mentre que els altres manuscrits, R, W i T, fan de Nótt el paper de la dona de Delling i la mare de Dagr», i sosté que «la versió en U es va produir accidentalment quan l'escriptor d'U o el seu antecedent escurçà un text similar al de la TAR. Els resultats d'aquest accident es van obrir pas en la tradició poètica d'Islàndia».

### Skáldskaparmál
Al text de Snorri Sturluson, Skáldskaparmál, Iord (com la terra personificada) és anomenada com a rival de l'esposa d'Odin, Frigg, i les seves altres concubines gegantes, Rindr i Gunnlod, la mare política de Sif, l'esposa de Tor, filla de Nott i germana d'Auðr i Dagr.

### Edda poètica
Al Lokasenna, Tor s'anomena Jarðar burr ("fill de Iord").
En el mateix versicle al Völuspá, s'anomena mǫgr Hlóðyniar i Fjǫrgyniar burr (fill de Hlóðyn, fill de Fjörgyn). El desconegut Hlóðyn era també un altre nom de Iord. En general, es pensa que és idèntica que la deessa germànica Hludana, de la qual s'han trobat tauletes votives romanes al Baix Rin.